# Truellum oreophilum
Truellum oreophilum är en slideväxtart som först beskrevs av Tomitaro Makino, och fick sitt nu gällande namn av Jiří Soják. Truellum oreophilum ingår i släktet Truellum och familjen slideväxter. Inga underarter finns listade i Catalogue of Life.